# Kokelcultuur
De Kokelcultuur of Sjoermakcultuur was een archeologische cultuur van de ijzertijd, vanaf de 2e eeuw voor Christus verbreid in Toeva in Zuid-Siberië. Ze werd voorafgegaan door de Oejoekcultuur uit het Scythisch-Siberische tijdperk, en eindigde, naargelang de verschillende archeologen, in de 2e tot 5e eeuw na Christus.
De belangrijkste vindplaats van de Kokelcultuur is de Kokel-begraafplaats, die in 1959-1966 uitgebreid werd onderzocht door Russische archeologen.
De cultuur bevindt zich tijdelijk in het interval tussen de val van het Xiongnu-rijk in de 2e eeuw, en de opkomst van het Rijk der Göktürken in de 6e eeuw, en wordt toegewezen aan het tijdperk van de Hunnen. 
In de beginperiode vertoonde het aardewerk duidelijke relaties met de Tescultuur en vroege Tasjtykcultuur in de Minoesinskdepressie. Er zijn klei-imitaties van bronzen ketels, potten met ronde wanden en een korte, conische holle bodem, en vaasachtige vaten met een brede bodem en smalle cilindrische hals. Latere vondstcomplexen worden gedomineerd door potten met trechterrand en aangehecht lijstwerk op de schouders en buik. Kleine vondsten zijn onder meer vaten gemaakt van hout of berkenschors, textielresten, pijlpunten, resten van bogen, riemgespen en riemplaten. De versieringen met motieven uit de Scythische dierstijl die in de beginperiode nog terug te vinden waren, verdwenen in het latere stadium van de Kokelcultuur. Houten replica's van dolken dienden als grafgiften. De doden werden begraven in verzonken houten doodskisten onder stenen grafheuvels. In de beginperiode lagen de lijken gehurkt aan de linkerkant, later in gestrekte rugligging. Vooral mannen kregen wapens, terwijl vrouwen houten vaten en spiegels kregen.
Botvondsten uit graven laten zien dat de mensen van de Kokelcultuur vee hielden, vooral schapen, en, in meer bescheiden mate, op herten, wilde geiten en elanden jaagden. Resten van gierst kunnen duiden op landbouw.
In het midden van de 6e eeuw werd Toeva deel van het rijk der Göktürken. De materiële cultuur vertoonde toen nauwe relaties met de voorafgaande culturen in de Altaj. 
De overgang van de Kokelcultuur naar de vroege Turkse periode is nog niet volledig opgehelderd.